# 鈴鳴山
鈴鳴山，位於臺灣臺中市和平區平等里與花蓮縣秀林鄉富世村之間，為台灣知名山峰，也是台灣百岳之一，排名第60。鈴鳴山高達3,272公尺，屬於中央山脈。鈴鳴山附近接連羊頭山、無明山等山。